# Action pour l'autonomisation climatique
L'action pour l'autonomisation climatique correspond à une expression adoptée par la Convention-cadre des Nations Unies sur les changements climatiques (CCNUCC) pour désigner l’article 6 du texte original de la Convention (1992) axé sur six domaines prioritaires : éducation, formation, sensibilisation du public, participation publique, accès public aux informations et coopération internationale sur ces questions.
L’action pour l’autonomisation climatique[Quoi ?] invite les gouvernements à élaborer et appliquer des programmes d’éducation et de sensibilisation du public, former le personnel scientifique, technique et de gestion, encourager l’accès aux informations concernant les changements climatiques et leurs effets et promouvoir la participation publique à l’examen de ces questions. En outre, elle exhorte les pays à soutenir ce processus par leur coopération en contribuant à l’échange de bonnes pratiques et d’enseignements à retenir ainsi qu’au renforcement des institutions nationales. Ce large éventail d’activités est encadré par des objectifs spécifiques qui, ensemble, sont considérés comme cruciaux pour permettre la mise en œuvre effective de mesures d’adaptation et d’atténuation dans le domaine du changement climatique et pour atteindre l’objectif final de la Convention.
Cet objectif commun est inscrit à l’article 6 de la Convention-cadre des Nations unies sur les changements climatiques (CCNUCC) relatif à l’éducation, la formation, la sensibilisation du public, l’accès public aux informations, la participation publique et la coopération internationale (communément intitulé « action pour l’autonomisation climatique » – ACE), ainsi qu’à l’article 10 du Protocole de Kyoto et à l’article 12 de l’Accord de Paris.

## Histoire
L’article 6 fait partie intégrante de la Convention depuis le 9 mai 1992, date à laquelle le texte a été adopté. L’importance de la coopération internationale pour l’application de l’article 6 a été soulignée à l’article 10(e) du Protocole de Kyoto, adopté en 1997.

### COP 11 en 2002
Réunie à New Delhi en 2002, la onzième Conférence des Parties (COP 11) a adopté le « Programme de travail de New Delhi » (2002–2007) destiné à constituer un cadre souple pour une action impulsée par les pays relevant de l’article 6, qui réponde aux besoins et aux situations propres aux Parties et corresponde à leurs priorités et initiatives nationales.

### COP 13 en 2007
À Bali, en 2007, la COP 13 a décidé d’adopter le Programme de travail de New Delhi modifié et d’en prolonger la durée de cinq ans (2007- 2012) et elle a prié le secrétariat de la Convention d’organiser des ateliers sous-régionaux dans le cadre de l’examen du programme de travail pour mettre en commun les enseignements tirés et les bonnes pratiques. Des ateliers se sont déroulés en Europe (2009), en Asie et dans le Pacifique (2009), dans les petits États insulaires en développement (2010), en Afrique (2010), ainsi qu’en Amérique latine et dans les Caraïbes (2010).

## Les six éléments de l'ACE
La mise en œuvre de ces six éléments est apparue comme le facteur capital permettant d’appréhender les défis complexes que pose le changement climatique et de contribuer à les relever. L’importance de l’action pour l’autonomisation climatique est illustrée dans d’autres instruments internationaux, comme les Objectifs de développement durable (ODD, 2015), le Programme d’action global pour l’éducation en vue du développement durable (Programme d’action global pour l’EDD, 2014), la Convention d’Aarhus (2011) et les Directives de Bali (2010).

## Principes directeurs des activités liées à l’action pour l’autonomisation climatique
La section B (14) du programme de travail de Doha indique les principes directeurs de l’approche et les caractéristiques des activités à entreprendre au titre de l’action pour l’autonomisation climatique. Si les 9 points énumérés dans la Section B (14) sont tous importants, il y a lieu d’insister sur le point (d) concernant le principe de l’égalité des sexes et l’approche intergénérationnelle qui sont adoptés.

### Une approche paritaire
Dans une approche fondée sur le principe de l’égalité des sexes, les mesures de lutte contre les changements climatiques intègrent la dimension sexospécifique et encouragent la participation des femmes au processus décisionnel. Alors qu’elles forment environ 50 % de la population mondiale, les femmes sont, dans de nombreux pays, moins aptes à faire face aux effets néfastes des changements climatiques et y sont plus exposées parce que leur poids économique, politique et juridique est plus faible. Par conséquent, en favorisant l’autonomisation des femmes et en tirant parti de leurs expériences, de leurs connaissances et de leurs compétences, il est possible d’apporter une réponse plus efficace au changement climatique.

### Une approche intergénérationnelle
Dans une approche intergénérationnelle, les personnes de tous âges sont associées à la recherche de solutions au changement climatique, et les facteurs de vulnérabilité des jeunes et des personnes âgées -dont la capacité à réagir de façon autonome est limitée-, sont plus particulièrement pris en compte. Il est probable que les générations futures soient très vulnérables aux effets du changement climatique ; or, elles sont fortement sous-représentées dans les instances de décisions concernant l’action climatique. On assiste, dans le même temps, à un vieillissement très rapide de la population mond iale. D’ici à 2050, environ une personne sur cinq aura dépassé 60 ans. On estime que le nombre de personnes âgées de 80 ans et plus aura quadruplé.

## Programme d’action global pour l’éducation en vue du développement durable (GAP pour l’EDD)
La Décennie des Nations unies pour l’éducation au service du développement durable, proclamée pour la période 2005-2014, a souligné que l’éducation sous toutes ses formes (formelle, non formelle et informelle) était un élément indispensable du développement durable. En novembre 2014, dans le prolongement officiel de cette initiative, l’UNESCO a lancé le Programme d’action global (GAP) pour l’éducation en vue du développement durable dont l’objectif général est d’intensifier l’action en matière d’éducation en vue du développement durable dans le monde entier.

### Convention d’Aarhus
La Convention sur l’accès à l’information, la participation du public au processus décisionnel et l’accès à la justice en matière d’environnement (Convention d’Aarhus) constitue le principal cadre international régissant ces questions.
La Convention d’Aarhus accorde des droits au public et impose des obligations aux autorités gouvernementales, notamment en ce qui concerne la participation du public à la prise de décisions en matière d’environnement. Publiées en 2015, les recommandations de Maastricht sur les moyens de promouvoir la participation effective du public au processus décisionnel en matière d’environnement entendent représenter un outil pratique pour améliorer la participation du public au processus décisionnel concernant l’environnement et contiennent en particulier des recommandations sur les bonnes pratiques.

### Directives de Bali consacrées au principe 10 (PNUE)
En vue de stimuler et d’accélérer la mise en œuvre effective du principe 10 de la Déclaration de Rio, les gouvernements, se sont réunis à Bali, en Indonésie, lors de la 11ème session extraordinaire du Conseil d’administration du PNUE/Forum ministériel mondial sur l’environnement. Ils ont adopté les Directives pour l’élaboration d’une législation nationale sur l’accès à l’information, la participation du public et l’accès à la justice dans le domaine de l’environnement. Ces directives volontaires démontrent la volonté des gouvernements de solliciter la participation, plus active et à tous les niveaux, du public à la protection et à la gestion de l’environnement et des ressources connexes.

## Sources
- Cet article est partiellement ou en totalité issu de la page « Action pour l'autonomisation climatique: directives pour accélérer l'élaboration de solutions par l'éducation, la formation et la sensibilisation du public » de UNESCO, le texte ayant été placé par l’auteur ou le responsable de publication sous la CC BY-SA 3.0 IGO